# Nicola Pozzi (Biathlet)
Niccola Pozzi (* 14. Dezember 1981) ist ein italienischer Biathlet und Skilangläufer.

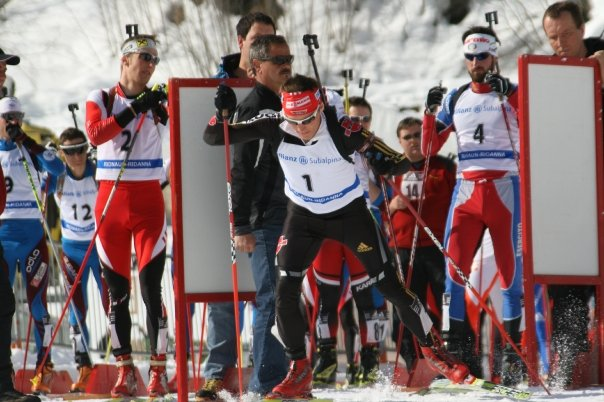
Nicola Pozzi (Nummer 4) beim Start zum Verfolgungsrennen des IBU-Cups 2009 in Ridnaun

Niccola Pozzi lief seit 2001 in internationalen Juniorenrennen. Im selben Jahr nahm er an den Junioren-Weltmeisterschaften in Chanty-Mansijsk teil und wurde 55. im Einzel, sowie an den Junioren-Europameisterschaften in Haute-Maurienne. Dort belegte er Rang 35 im Einzel, zehn im Sprint und 17 in der Verfolgung. Seit 2003 wurde Pozzi sehr sporadisch im Biathlon-Europacup eingesetzt. Erst seit 2005 konnte er sich dort längerfristig etablieren, erreichte aber selten nennenswerte Resultate. Es dauerte bis 2008, als er in Cesana San Sicario als Fünfter erstmals unter die besten Zehn kam. Höhepunkt wurden die Biathlon-Europameisterschaften 2008 in Nové Město na Moravě. Dort erreichte Pozzi mit Rang sechs im Einzel ein sehr gutes Ergebnis, wurde zudem 43. im Sprint, 45. der Verfolgung und Zehnter mit der Staffel. Bei der Militär-Skiweltmeisterschaft 2008 in Hochfilzen und Fieberbrunn startete er neben dem Biathlon auch im Skilanglauf. Mit der Mannschaft konnte er dabei die Bronzemedaille im Langlauf-Staffelrennen gewinnen. Am Holmenkollen in Oslo trat der Sportsoldat zudem erstmals im Biathlon-Weltcup an und wurde 76. im Sprint. Zur nächsten Saison erreichte er sofort zu Saisonbeginn mehrere Platzierungen im Top-Ten-Bereich und durfte sich erneut im Weltcup bewähren. Mit Rang 26 im Einzel von Hochfilzen gewann Pozzi seine ersten Weltcuppunkte.
Von 2018 bis 2021 war Pozzi gemeinsam mit Klaus Höllrigl und Andrea Zattoni unter Andreas Zingerle Trainer der italienischen Biathlon-A-Mannschaft.

## Biathlon-Weltcup-Platzierungen
Die Tabelle zeigt alle Platzierungen (je nach Austragungsjahr einschließlich Olympische Spiele und Weltmeisterschaften).
- 1.–3. Platz: Anzahl der Podiumsplatzierungen
- Top 10: Anzahl der Platzierungen unter den ersten zehn (einschließlich Podium)
- Punkteränge: Anzahl der Platzierungen innerhalb der Punkteränge (einschließlich Podium und Top 10)
- Starts: Anzahl gelaufener Rennen in der jeweiligen Disziplin

| Platzierung                    | Einzel | Sprint | Verfolgung | Massenstart | Staffel | Gesamt |
| ------------------------------ | ------ | ------ | ---------- | ----------- | ------- | ------ |
| 1. Platz                       |        |        |            |             |         |        |
| 2. Platz                       |        |        |            |             |         |        |
| 3. Platz                       |        |        |            |             |         |        |
| Top 10                         |        |        |            |             |         |        |
| Punkteränge                    | 1      |        |            |             | 1       | 2      |
| Starts                         | 3      | 6      |            |             | 1       | 10     |
| Stand: nach der Saison 2009/10 |        |        |            |             |         |        |